# Pojken med guldbyxorna (film)
Pojken med guldbyxorna är en svensk äventyrsfilm som hade biopremiär den 26 september 2014. Filmen bygger på Max Lundgrens barnbok med samma namn från 1967 och i rollerna ses bland andra Lukas Holgersson, Olle Krantz och Nina Sand.

## Handling
Mats hittar ett par byxor som visar sig innehålla obegränsat mycket pengar. Men när Mats inser att han börjat missbruka makten som kommer med de obegränsade tillgångarna, börjar han istället att hjälpa samhällets mindre lyckligt lottade.
Samtidigt är det fler som vill åt byxorna och när de spårar upp dem, blir Mats pappa, Torkel, kidnappad. Mats måste nu rädda Torkel och ställa allt till rätta innan det är för sent.

## Rollista
- Lukas Holgersson – Mats
- Olle Krantz – David
- Nina Sand – Livli
- Shanti Roney – Torkel
- Jimmy Lindström – Zeke
- Kurt Ravn – William Otto
- Annika Hallin – Katarina Heed

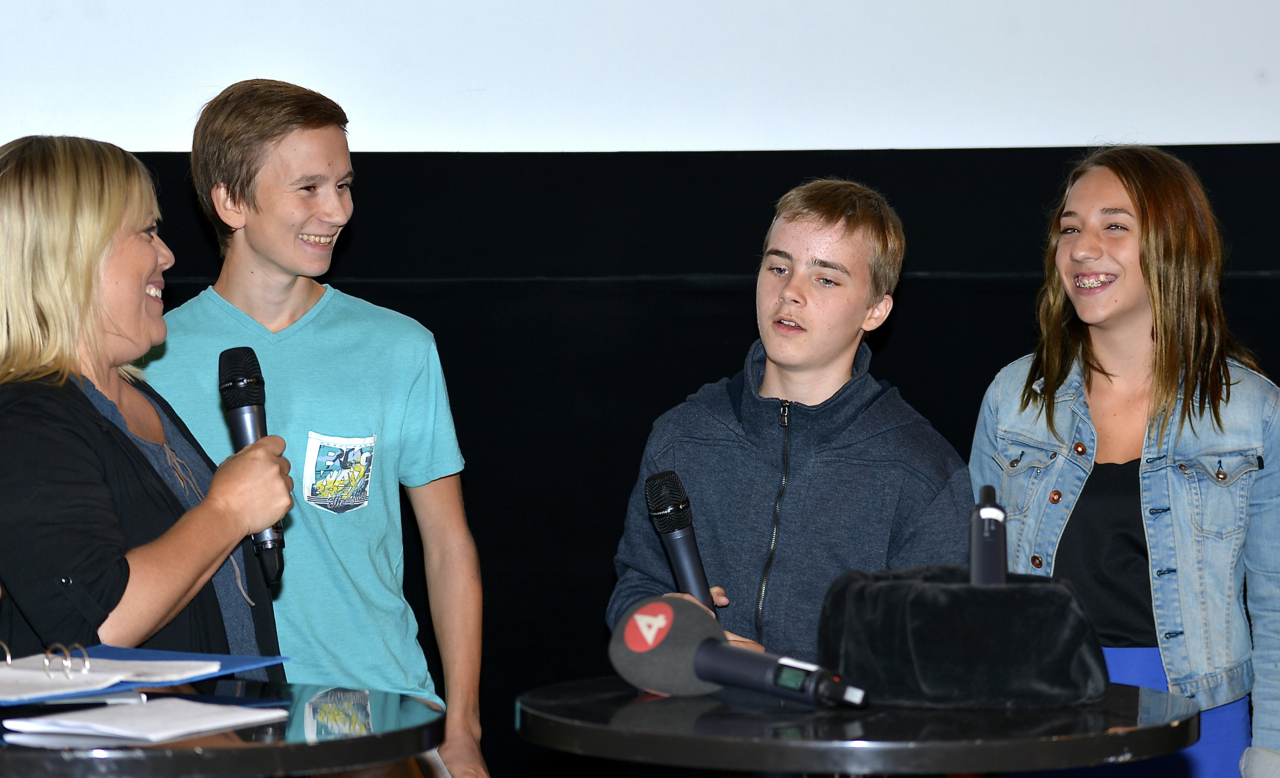
Presentationen av Pojken med guldbyxorna i Filmhuset i Stockholm den 18 augusti 2014. Från vänster: Ella Lemhagen, Lukas Holgersson, Olle Krantz och Nina Sand.

- Rolf Lydahl – Bankchef Handelsbanken
- Kjell Wilhelmsen – Davids farbror
- Lena Carlsson – Livlis mamma
- Harald Hamrell – Polis
- Mats Blomgren – Sten Bergman
- Lotta Karlge – Susanne
- Mats Andersson – Polischef Wallén
- Stella Rauan Norrthon – Emma
- Pontus Eklöf – Roger
- Kola Krauze – Wulf
- Svante Åhman – Brinck[4]

## Om filmen
Filmen producerades av Fredrik Wikström Nicastro för Tre Vänner Produktion AB och spelades av in Göteborg och Vargön. Manus skrevs av Lemhagen och Wikström Nicastro och filmen fotades av Anders Bohman. Musiken komponerades av Fredrik Emilson och filmen klipptes av Thomas Lagerman.

## Mottagande
Pojken med guldbyxorna sågs av 199 136 biobesökare i Sverige 2014 och blev det året den sjunde mest sedda svenska filmen i Sverige.